# Stopplaats Tweede Dwarsdiep
Stopplaats Tweede Dwarsdiep of 2e Dwarsdiep (geografische afkorting Twd) is een voormalige halte aan de spoorlijn Zwolle - Stadskanaal. De halte lag tussen Gasselternijveen en Stadskanaal. De stopplaats was geopend van 25 juli 1907 tot 22 mei 1932. De halte lag bij het gehucht Tweede Dwarsdiep.
In 1909 werd er bij het station een abri gebouwd (Standaard NOLS abri). In 1922 vond er een spoorverdubbeling plaats tussen Stadskanaal en Gasselternijveen. Daarom werd er op dit station een tweede perron aangelegd en een tweede abri gebouwd. Beide abri's werden in 1933 gesloopt.
0: Zwolle ·
5: Herfte-Veldhoek ·
8: Marshoek-Emmen ·
12: Dalfsen ·
15: Rechteren ·
19: Vilsteren ·
23: Ommen ·
25: Sterkamp ·
29: Junne ·
31: Beerze ·
34: Mariënberg ·
37: Bergentheim ·
Brucht ·
42: Hardenberg ·
45: Baalder-Radewijk ·
48: Gramsbergen ·
50: De Haandrik ·
55: Coevorden ·
59: Dalen ·
62: Dalerveen ·
66: Nieuw Amsterdam ·
70: Emmen Zuid ·
71: Emmen Bargeres ·
72: Zuidbarge ·
75: Emmen ·
79: Weerdinge ·
82: Valthe ·
87: Exloo ·
93: Buinen ·
95: Drouwen ·
100: Gasselternijveen ·
103: Tweede Dwarsdiep ·
107: Stadskanaal
Assen ·
Beilen ·
Coevorden ·
Dalen ·
Emmen ·
-Zuid ·
Hoogeveen ·
Meppel ·
Nieuw Amsterdam

Zie ook: lijst van voormalige spoorwegstations in Drenthe